# Goșavank
Goșavank (în armeană Գոշավանք; înseamnă „Mănăstirea Goș”; cunoscută anterior ca Nor Getik) este o mănăstire armeană din secolul 12 sau 13 localizată în satul Goș⁠(d) din provincia Tavush a Armeniei. Astăzi, mănăstirea nu este un complex religios funcțional, deși rămâne o destinație turistică populară și recent a trecut printr-o ușoară restaurare. Aceste restaurări sunt finanțate de o persoană musulmană din Emiratele Arabe Unite pentru motive care nu sunt înțelese pe deplin. Impresionanta mănăstire, care rămâne într-o stare relativ bună, găzduiește de asemenea unul dintre cele mai bune exemple din lume de hacikar.

## Galerie

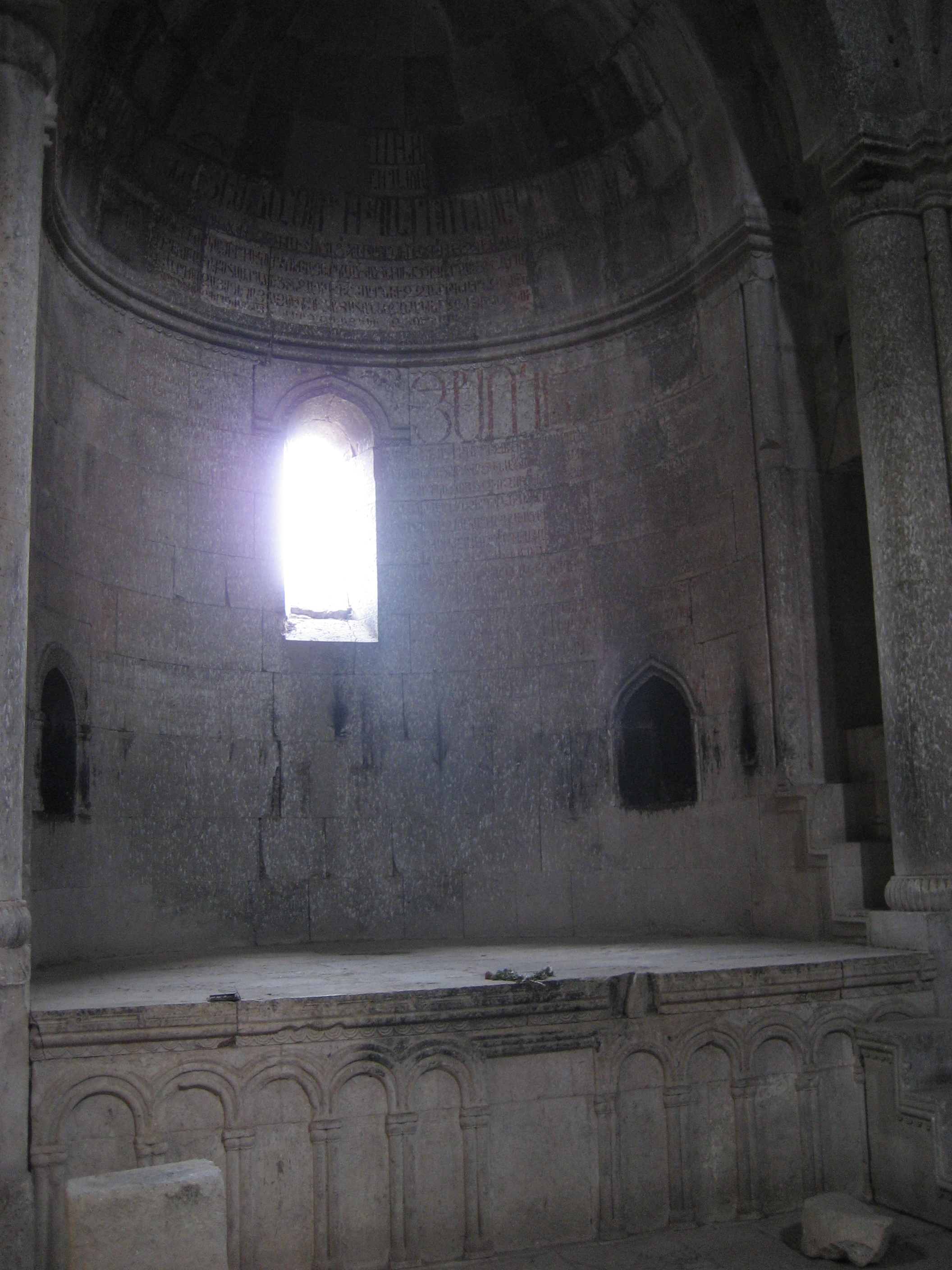
Altarul bisericii Sf. Astvatsatsin
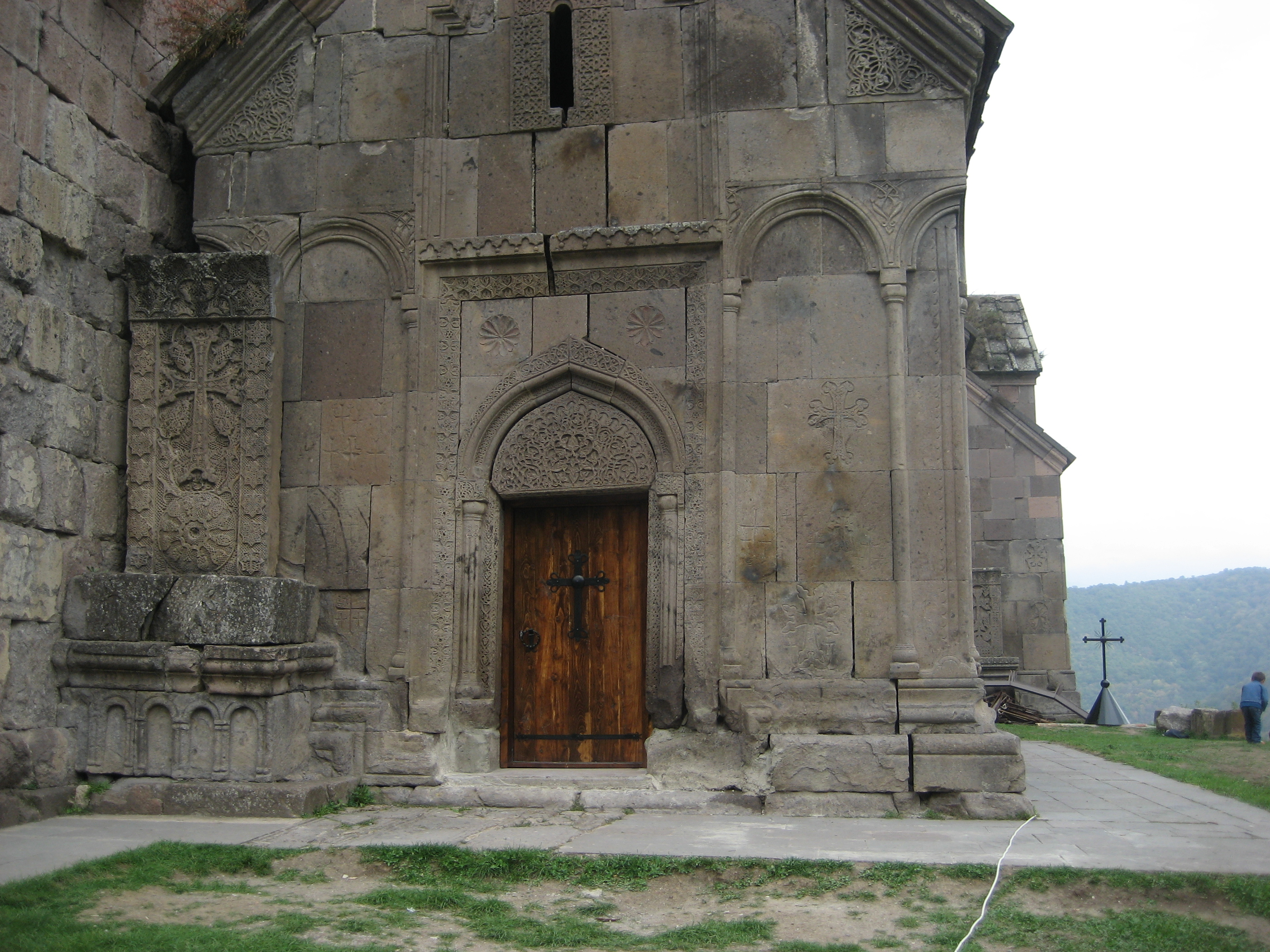
Fața complexă a Bisericii Grigore Luisavorici Church's intricate facade
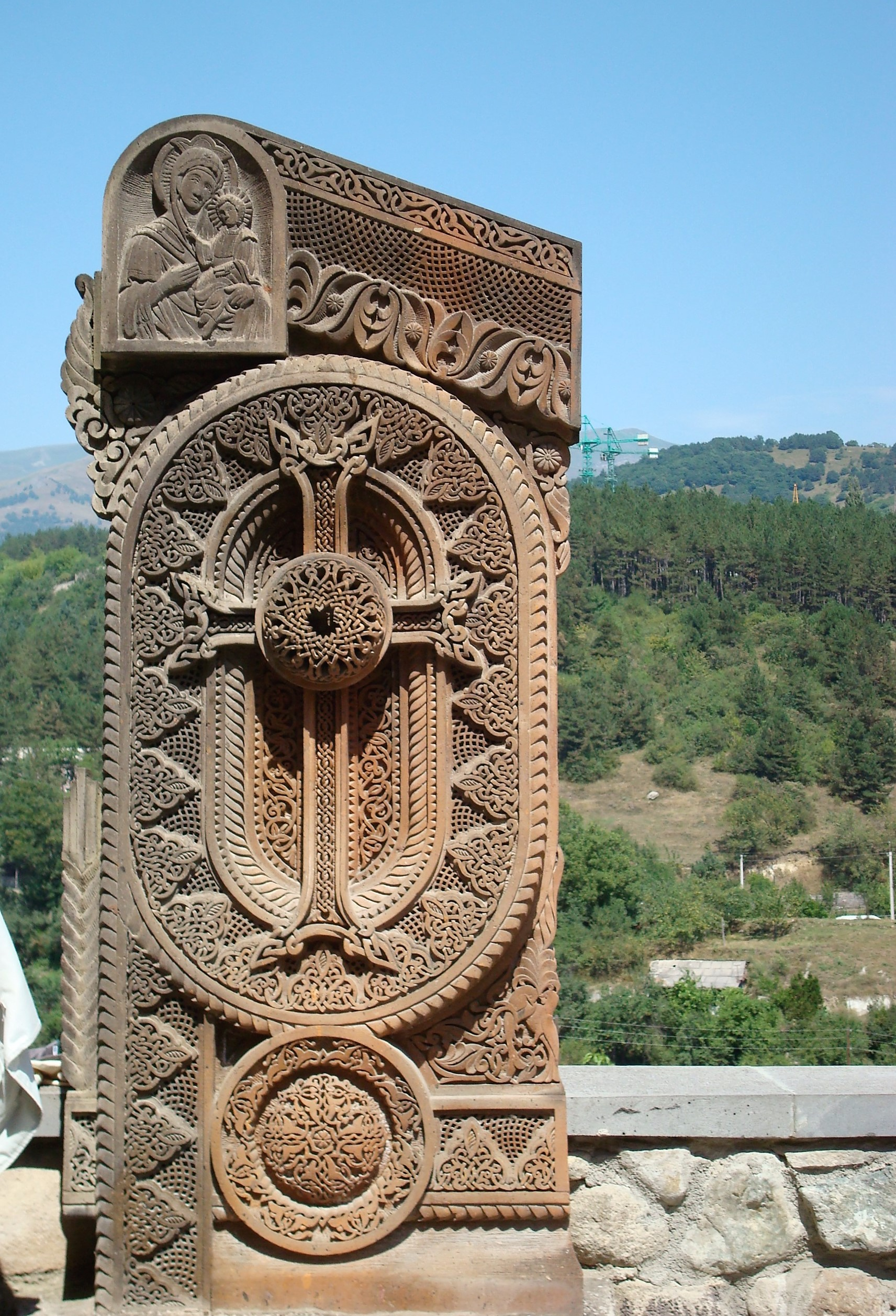
Hacikarul modern al Dilijan
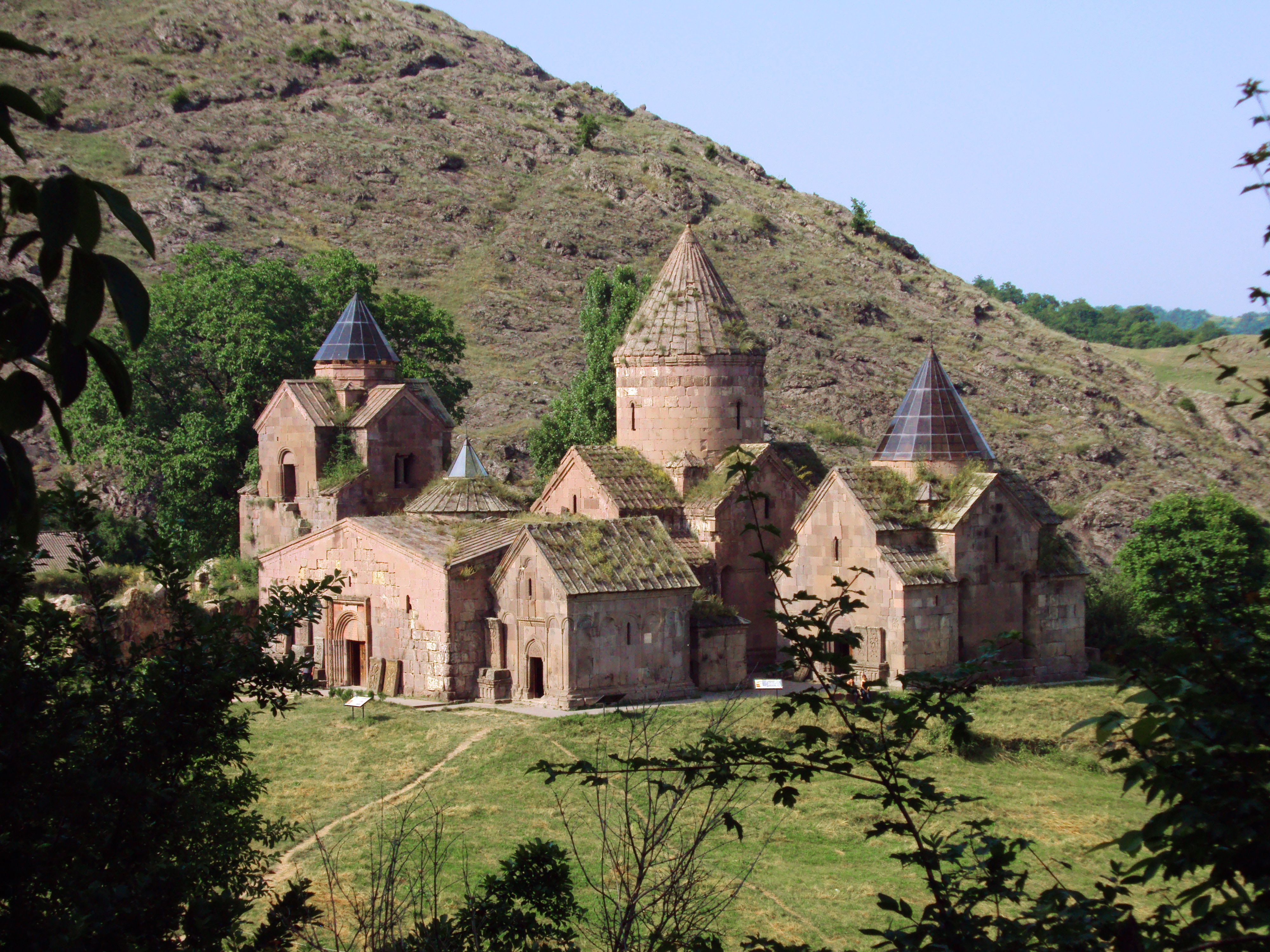
Goșavank, vedere din sud (din altarul Mkhitar Goș)